# Marathon van Wenen 2016
De marathon in Wenen 2015 werd gehouden op zaterdag 10 april 2016	in Wenen. Het was de 33e editie van deze marathon.
Bij de mannen werd de marathon gewonnen door de Keniaan Robert Chemosin in 2:09.48. Hij versloeg hiermee zijn landgenoot Charles Cheruiyot, die in 2:10.09 over de finish kwam. Suleiman Simotwo maakte het Keniaanse podium compleet door derde te worden in 2:10.15. Bij de vrouwen besliste de Ethiopische Shuko Genemo de wedstrijd door als eerste aan te komen in 2:24.31.
In totaal finishten er 6.481 lopers, waarvan 5.160 mannen en 1.321 vrouwen.

## Uitslagen

### Mannen
| rang   | naam                    | land | tijd    |
| ------ | ----------------------- | ---- | ------- |
| Goud   | Robert Chemosin         | KEN  | 2:09.48 |
| Zilver | Charles Cheruiyot       | KEN  | 2:10.09 |
| Brons  | Suleiman Simotwo        | KEN  | 2:10.15 |
| 4      | Silas Kipkemboi         | KEN  | 2:10.16 |
| 5      | Raymond Choge           | KEN  | 2:11.07 |
| 6      | Weldu Negash            | ERI  | 2:13.23 |
| 7      | Peter Wangari           | KEN  | 2:13.48 |
| 8      | Shengo Kebede           | ETH  | 2:13.58 |
| 9      | Paulo-Roberto Dealmeida | BRA  | 2:13.58 |
| 10     | Hermano Ferreira        | POR  | 2:15.48 |

### Vrouwen
| rang   | naam             | land | tijd    |
| ------ | ---------------- | ---- | ------- |
| Goud   | Shuko Genemo     | ETH  | 2:24.31 |
| Zilver | Ruti Aga         | ETH  | 2:25.27 |
| Brons  | Doris Changeywo  | KEN  | 2:31.50 |
| 4      | Meseret Kitata   | ETH  | 2:34.19 |
| 5      | Helalia Johannes | NAM  | 2:35.56 |
| 6      | Remalda Kergyte  | LTU  | 2:36.46 |
| 7      | Monica Cajamarca | ECU  | 2:37.58 |
| 8      | Guteni Shone     | ETH  | 2:39.50 |
| 9      | Rutenda Nyahoro  | ZIM  | 2:39.58 |
| 10     | Susan Cheptoo    | KEN  | 2:40.39 |

1984 ·
1985 ·
1986 ·
1987 ·
1988 ·
1989 ·
1990 ·
1991 ·
1992 ·
1993 ·
1994 ·
1995 ·
1996 ·
1997 ·
1998 ·
1999 ·
2000 ·
2001 ·
2002 ·
2003 ·
2004 ·
2005 ·
2006 ·
2007 ·
2008 ·
2009 ·
2010 ·
2011 · 
2012 ·
2013 ·
2014 ·
2015 ·
2016 ·
2017 ·
2018 ·
2019 ·
2020 ·
2021 ·
2022 ·
2023 ·
2024